# アツモリウオ
アツモリウオ（学名：Agonomalus proboscidalis）は、トクビレ科に属する底生の魚類の一種。名前は平敦盛に由来する。

## 形状
大きさは17cm。体色は赤く、白と黒の斑点がある。背鰭がカジキの様に盛り上がっていて大きい。頭部は小さく大きな尖ったヒゲが生えている。

## 分布
日本海やオホーツク海、朝鮮半島の東岸などに生息する。